# العلاقات الدومينيكية المنغولية
العلاقات الدومينيكية المنغولية هي العلاقات الثنائية التي تجمع بين دومينيكا ومنغوليا.

## مقارنة بين البلدين
هذه مقارنة عامة ومرجعية للدولتين:
| وجه المقارنة                                              | دومينيكا              | منغوليا         |
| --------------------------------------------------------- | --------------------- | --------------- |
| المساحة (كم2)                                             | 751                   | 1.57 مليون      |
| عدد السكان (نسمة)                                         | 73.92 ألف             | 3.08 مليون      |
| الكثافة السكانية (ن./كم²)                                 | 9.84 ألف              | 1.96            |
| العاصمة                                                   | روسو                  | أولان باتور     |
| اللغة الرسمية                                             | لغة إنجليزية          | اللغة المنغولية |
| العملة                                                    | دولار شرق الكاريبي    | توغروغ منغولي   |
| الناتج المحلي الإجمالي (بليون دولار)                      | 562.54 مليون          | 11.49 مليار     |
| الناتج المحلي الإجمالي (تعادل القوة الشرائية) بليون دولار | 789.63 مليون          | 36.16 مليار     |
| الناتج المحلي الإجمالي الاسمي للفرد دولار أمريكي          | 7.12 ألف              | 3.97 ألف        |
| الناتج المحلي الإجمالي للفرد دولار أمريكي                 | 10.88 ألف             | 11.95 ألف       |
| مؤشر التنمية البشرية                                      | 0.724                 | 0.727           |
| رمز المكالمات الدولي                                      | +1767                 | +976            |
| رمز الإنترنت                                              | .dm                   | .mn             |
| المنطقة الزمنية                                           | 00، توقيت أطلنطي موحد | ت ع م+08:00     |

## منظمات دولية مشتركة
يشترك البلدان في عضوية مجموعة من المنظمات الدولية، منها:
| علم المنظمة | اسم المنظمة                        | تاريخ انضمام دومينيكا | تاريخ انضمام منغوليا |
| ----------- | ---------------------------------- | --------------------- | -------------------- |
|             | مؤسسة التنمية الدولية              | 29 سبتمبر 1980        | 14 فبراير 1991       |
|             | يونسكو                             | 9 يناير 1979          | 1 نوفمبر 1962        |
|             | وكالة ضمان الاستثمار متعدد الأطراف | 7 أكتوبر 1991         | 21 يناير 1999        |
|             | الأمم المتحدة                      | 18 ديسمبر 1978        | 27 أكتوبر 1961       |
|             | الاتحاد البريدي العالمي            | ?                     | ?                    |
|             | البنك الدولي للإنشاء والتعمير      | 29 سبتمبر 1980        | 14 فبراير 1991       |
|             | الاتحاد الدولي للاتصالات           | 28 أكتوبر 1996        | 27 أغسطس 1964        |
|             | منظمة حظر الأسلحة الكيميائية       | ?                     | ?                    |
|             | مؤسسة التمويل الدولية              | 29 سبتمبر 1980        | 14 فبراير 1991       |
|             | منظمة التجارة العالمية             | ?                     | ?                    |
|             | منظمة الشرطة الجنائية الدولية      | ?                     | ?                    |

## وصلات خارجية
- موقع وزارة الخارجية المنغولية